# Гвоздено дрво
Гвоздено дрво (Gymnocladus dioica) први је описао Лине у Species Plantarum 1: 381 (1753) под називом, данас базионимом, Guilandina dioica L. Данско-Норвешки ботаничар, хербалиста и зоолог Вал (Martin Henrichsen Vahl, 1749—1804) дао је назив гвозденом дрвету Hyperanthera dioica Vahl у Symbolae Botanicae (Vahl) 1: 31 (1790), који је данас неразјашњен. Савремени научни назив Gymnocladus dioica (L.) K.Koch. објавио је Карл Кох (Karl Heinrich Emil Koch, 1809—1879) ботаничар и први немачки професионални хортикултурни стручњак у публикацији Dendrologie. Bäume, Sträucher und Halbsträucher, welche in Mittel- und Nord-Europa im Freien kultivirt werden (1869).
Значење назива рода долази од γυμνο = го и κλάδος = грана због малог броја танких грана када је у безлисном стању. Епитет врсте, од διά =преко и οικοϛ = дом, становање, носи због дводомости. Назив у САД кафено дрво из Кентакија (Kentucky Coffee Tree) настало је због коришћења семена за припрему сурогата кафе.

## Опис врсте
Листопадно дрво 25-30 m високо, са опсегом круне 12—15 m и пречником стабла до 1 m; обично се грана ниско и гради уску, заобљену круну. Архитектура круне у безлисном стању подсећа на дивљи кестен. Гране су врло дебеле, без трнова, браздасте, са грубом плутом. Кора старијег дебла је грубо, уздужно и плутасто испуцала. Гранчице паперјасте у младости, светлосиве са бројним малим лентицелама.
Листови до 90 cm дуги и 60 cm широки, двоструко парноперасто сложени, са стотинак лиски. Две најниже пине су простих лиски, а горње пине су састављени од четири до седам пари пинула; лиске су јајастоелиптичне, зашиљене, у бази заобљене, целог обода, дуге 3 до 6 cm (два најнижа пара су знатно већа), сивозелени и длакави одоздо, углавном по средњем, а мање по бочним нервима.
Врста је дводома, женске терминалне метлице су дуге 20-30 cm, широке 8-10 cm, уско пирамидалне; цветови паперјасти, дуги 2-2,5 cm; круница зеленкастобела, чашица нешто краћа од ње, у основи цеваста, са пет линеарних зубаца. Мушке цвасти око три пута краће од женских. Цвета у мају-јуну по олиставању.
Тамносмеђе махуне (са сивим пепељком) у октобру, јако одрвенеле, дуге 15-25 cm, широке 4-5 cm, око 1 cm дебеле, мало српасто савијене, садрже 1-8 семена. Формирају се на женским стаблима само ако у близини има полинатора (мушких стабала). Плодови остају неотворени на стаблу до краја зиме или почетка пролећа, опадају затворени и распадају се две године и дуже, ослобађајући семе. Семе се сакупља са земље и чува у сувом стању. Од 100 kg махуна добија се око 22-41 kg сетвеног материјала. У 1 kg има око 660 зрна.
Семе, 14-18 mm дуго, 12-16 mm широко, око 8 mm дебело, је широко објајасто или скоро округло, тамносмеђе, глатко, са слабим сјајем, мало неправилно, са стране стиснуто, ексалбуминско. Пупак се налази на основи, често са остатком пупчане врпце. Семе макробиотичко, задржава способност клијања неколико десетина година.
Клијање хипогеично. Први листови наизменични, парно перасти, са 4 пара лиски. Лиске издуженојајасте или ланцетасте, зашиљеног врха, кратко клинасте основе, по ободу трепавичасто длакаве, одозго скоро голе. Дршке лиски и листова длакаве. Епикотил добро развијен, зелене боје.

## Ареал
Област његовог распростирања протеже се између 33о и 45о северне ширине и између 72о и 95о западне дужине. То је источни део северне половине САД и део Канаде, од Њујорка, Пенсилваније, јужног Онтарија и Минесоте на југу до источне Небраске, Оклахоме источног Кентакија и Тенесија. Прилагођено је разним поднебљима, углавном континеталним са мало, али и много падавина где расте око свежих вода и на кречњачким теренима. И пре експлоатације шума гвоздено дрво у природи није било много заступљено. Било је доста оскудно примешано другим врстама, најчешче са: Juglans nigra, Gleditsia triacanthos, Populus deltoides, Celtis occidentalis, Quercus alba, Q. palustris, Q. rubra, Tilia americana, Fraxinus americana…
Врста је у култури у САД пре 1748. У Енглеску интродукована пре средине XVIII века. Код нас вероватно средином XIX века судећи по опису Петровића из 1951. године три дрвета у Топчидеру процењене старости од 85 година.

## Биоеколошке карактеристике
Према неким ауторима је спорорастућа врста, док је други сврставају у брзорастуће. Азотофиксатор је и врста кратке вегетације са касним олиставањем и раним одбацивањем листа, тако да је без листа више од пола године. Најбоље расте на дубоком, богатом, добро дренираном тлу, али може да расте на нутритивно сиромашном тлу и на врло алкалним и заслањеним земљиштима. Не може да расте у сенци. Преферира и суво и влажно тло, а може да толерише сушу и загађење атмосфере и лако се пресађује. Није познато да гвоздено дрво има штеточина.

## Значај
Перасто сложени листови круни дају чипкасту текстуру, а у јесењем аспекту интересантан ефекат дају извесно време преостале лисне дршке јер прво опадају само лиске. Зими, младо дрвеће има изразит изглед са мало грана и храпавим деблом. Због естетских особина, као и отпорности на услове у урбаним условима налази примену у пејзажној архитектури.
У шумарству код нас се евентуално може применити за терене на станишту лужњака-јасена.
Дрво је тешко и трајно, али нема велику употребу зато што се врло ретко налази. Техничке особине дрвета су: чврстоћа на савијање 840 kg/cm², чврстоћа на притисак са чела 420 kg/cm², чврстоћа на раскидање 1165 cm², модул еластичности 102.000. Дрво је коришћено се за стубове и прагове.
У преријама лист гвозденог дрвета употребљава се за тровање мува. Зелени листови се потопе у млеко које постаје отровно за муве. Инсектицидна својства имају и специфичне аминокиселине екстраховане из семена. У Кентакију и Тенесију рани досењеници користили су семе као замену за кафу, а пулпу зелених плодова као медикамент. Семе је у сировом стању отровно јер садржи сапонине који се термичком обрадом елиминишу.

## Размножавање

### Генеративно размножавање
Семе има дормантност семењаче, па је потребно да се пре сетве третира концентрованом сумпорном киселином 60-240 минута, уз обавезно испирање. Препоручују се и двократно третирање сумпорном киселином по 1-2 сата, са испирањем између два третмана, као и вишекратно потапање семена у врелу воду у трајању од 2 до 6 минута, затим механичка скарификација Семе се сеје у пролеће, одмах по обављеном третирању. По дужном метру треба употребити око 50-60 g, а семе се сеје на дубину 3-4 cm.

### Вегетативно размножавање
Гвоздено дрво се може размножити коренским резницама, припремљеним у децембру, дебелим око 1 cm и више, дугим око 5 cm и посађеним у сандучиће, смештене у умерено загрејаној стаклари.

## Унутарврсни таксони
Природни унутарврсни таксони гвозденог дрвета нису описани, а култивара има врло мало са ограниченим тржиштем. У европским расадницима нуди се само основна форма, а у САД се ограничено срећу четири мушка култивара:
- Gymnocladus dioica 'Espresso' са лучно повијеним гранама које дају вазолики хабитус;
- Gymnocladus dioica 'J.C McDaniel' (Prairie Titan™): усправног раста, широке круне;
- Gymnocladus dioica 'Stately Manor' уског хабитуса и усправног раста синтетисан је 2002. на Универзитету Минесоте;[25]
- Gymnocladus dioica 'McKBranched' разгранатији клон од основне форме, нарочито у младости синтетисан у расаднику МекКеј (McKay nursery company, Waterloo, WI)и патентиран.[26]